# Горянівка
Горя́нівка — село в Україні, у Луцькому районі Волинської області. Входить до складу Олицької міської громади. Населення становить 438 осіб.

## Географія
Село розташоване на правому березі річки Путилівки.

## Назва
Назва походить від шляхетського роду Гораїнів, яких рідше називають Гораймами.
У тестаменті 1619 року Яна Гораїна, рідного брата кременецького підсудка Богуша Федоровича Гораїна, зазначено, що Ян володіє волоками під Оликою, які надав йому олицький ординат князь Станіслав Альбрихт Радзивілл у забезпечення грошової позики наданої Яном Гораїном князеві. Схоже, ця місцевість і отримала назву Гораїнівка, яка пізніше скоротилась до Горянівки.
В 1629 Гораймівка олицької волості має 5 димів, з яких платить податок князь Радзивілл. Це перша згадка, у якій присутня назва села.
На трьохверстовій мапі Шуберта 1867 року поселення позначене під назвою Горьяїнівка (рос. Горьяиновка).

## Пам'ятки
- Горянівські джерела — гідрологічна пам'ятка природи місцевого значення.

## Населення
Згідно з переписом УРСР 1989 року чисельність наявного населення села становила 434 особи, з яких 197 чоловіків та 237 жінок.
За переписом населення України 2001 року в селі мешкали 422 особи.

### Мова
Розподіл населення за рідною мовою за даними перепису 2001 року:
| Мова       | Відсоток |
| ---------- | -------- |
| українська | 99,54 %  |
| російська  | 0,46 %   |

## Постаті
- Іванюта Лідія Іванівна (* 1929) — українська акушер-гінеколог, доктор медичних наук, професор.